# جيك جيلنهال
جاكوب بنجامين جيلنهال أو جيك جيلنهال (بالإنجليزية: Jake Gyllenhaal) (مواليد 19 ديسمبر 1980)، هو ممثل أمريكي وهو ابن المخرج ستيفن جيلينهال وكاتبة السيناريو نعومي فونر. بدأ التمثيل بعمر السادسة. في 1999 قام بأول دور رئيسي في أكتوبر سكاي (October Sky)، ثم شارك في 2001 برفقة أخته ماجي جيلنهال في الفيلم المستقل الشهير دوني داركو، حيث لعب دور مراهق مضطرب نفسياً. في 2004 شارك فيلم مستقل آخر هو «الفتاة الصالحة (The Good Girl)»، برفقة جينيفر أنيستون. في 2004 لعب دور طالب يعلق في كارثة حرارية في الخيال العلمي «اليوم الذي يلي الغد (The Day After Tomorrow)».
رُشح لجائزة الأوسكار عن فيلم جبل بروكباك (2005)، وحصل بنفس الدور على جائزة الأكاديمية البريطانية لفنون الفيلم والتلفزيون. منذ ذلك الحين قام ببطولة أفلام عديدة منها زودياك (2007) وأمير فارس:رمال الزمن (2010) وشفرة المصدر (2011) ونهاية المراقبة (2012) وسجناء (2013) وعدو.

## نشأته
ولد جيلنهال في لوس أنجلوس، كاليفورنيا من المخرج ستيفن جيلينهال والسيناريست والمنتجة نعومي فونز. وقد ظهر مع شقيقته الكبرى ماجي جيلنهال في فِلم دوني داركو. والد جيك نشأ على مذهب الكنيسة الجديدة، وهو من أصل سويدي وإنجليزي منحدر من سليل عائلة سويدية نبيلة. ولدت أم جيك في نيويورك من عائلة يهودية (مهاجرين من روسيا وبولندا) وجيلينهال قال أنه يعتبر نفسه يهوديًا. في عيد ميلاده الثالث عشر أدى جيك بار متسفا بأن تطوع للعمل في ملجأ للمشردين حيث أراد والديه أن يشعراه بالإمتنان على حياته المميزة. وأصرّ والديه على أن يتعلم الاعتماد على نفسه فعمل في الصيف كحارس ومساعد نادل في مطعم يديره صديق للعائلة.

جيلنهال بدور دوني داركو، 2001

## فيلموغرافيا
| سنة  | عنوان                               | دور                         | ملاحظات |
| ---- | ----------------------------------- | --------------------------- | --- |
| 1991 | City Slickers                       | داني روبنز                  | |
| 1993 | Josh and S.A.M                      | ليون                        | |
| 1993 | A Dangerous Woman                   | إدوارد                      | |
| 1994 | Homicide: Life on the Street        | ماثيو "مات" إليسون          | مسلسل تلفزيوني (حلقة واحدة: "Bop Gun")                                                                      |
| 1998 | Homegrown                           | جيك / بلو كاهان             | |
| 1999 | October Sky                         | هومر هيكام                  | |
| 2001 | Donnie Darko                        | دوني داركو                  | |
| 2001 | Bubble Boy                          | جيمي ليفينغستون             | |
| 2001 | Lovely & Amazing                    | جوردن                       | |
| 2002 | Highway                             | بايلوت كيلزن                | |
| 2002 | Moonlight Mile                      | جو ناست                     | |
| 2002 | The Good Girl                       | توماس 'هولدن' ووذر          | |
| 2003 | Abby Singer                         | نفسه                        | |
| 2004 | The Day After Tomorrow              | سام هول                     | |
| 2005 | Brokeback Mountain                  | جاك تويست                   | ترشح - جائزة الأوسكار لأفضل ممثل مساعد جائزة الأكاديمية البريطانية لفنون الفيلم والتلفزيون لأفضل ممثل مساعد |
| 2005 | Jarhead                             | أنتوني سوفورد               | |
| 2005 | Proof                               | هارول 'هال' هوبز            | |
| 2007 | Zodiac                              | روبرت جرايسميث              | |
| 2007 | Rendition                           | دوغلاس فريمان               | |
| 2009 | Brothers                            | تومي كاهيل                  | |
| 2010 | Prince of Persia: The Sands of Time | الأمير داستان               | |
| 2010 | Love & Other Drugs                  | جيمي راندال                 | |
| 2011 | Source Code                         | كولتر ستيفنز                | |
| 2012 | End of Watch                        | براين تايلور                | |
| 2013 | Prisoners                           | المحقق لوكي                 | |
| 2013 | Enemy                               | آدم بيل / أنتوني كلير       | |
| 2014 | Nightcrawler                        | لويس "لو" بلوم              | ترشح لفيلم لجائزة أوسكار أفضل نص وفاز بـ 49 جائزة سينمائية وتلقى 88 ترشيحا لجوائز سينمائية أخرى             |
| 2015 | Accidental Love                     | هوارد بيردويل               | |
| 2015 | Southpaw                            | بيلي هوب                    | |
| 2015 | Everest                             | روب هال                     | |
| 2015 | Demolition                          | ديفيس ميتشل                 | |
| 2016 | حيوانات ليلية                       | إدوارد شيفيل/ توني هاستينغز | |
| 2025 | في المنطقة الرمادية                 |                             | فيلم قادم                                                                                                   |
| 2025 | العروس!                             |                             | فيلم قادم                                                                                                   |

## الحياة الشخصية

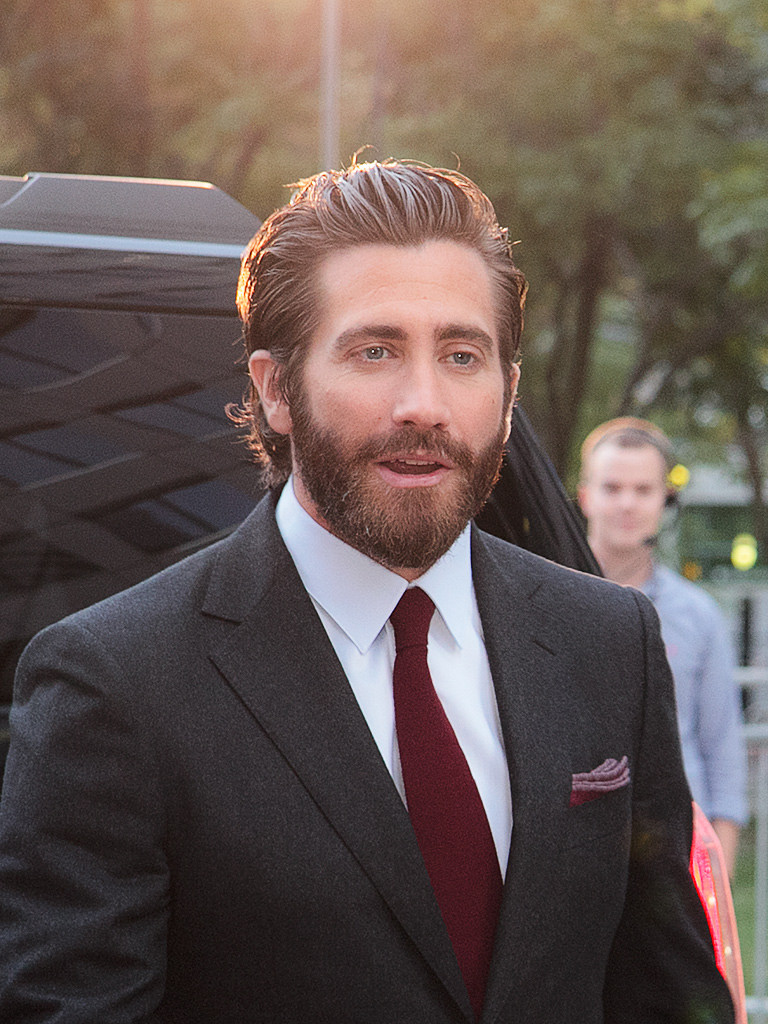
جيك جيلنهال في مهرجان تورونتو السينمائي الدولي ٢٠١٥

عندما سُئل عن كونه بوذيًا أم لا، قال: «أنا لست بوذيا بالكامل، لكنني أحاول ممارسة ساتي»، وذكر أن هدفه التأمل كل يوم.

## روابط خارجية
- جيك جيلنهال على موقع IMDb (الإنجليزية)
- جيك جيلنهال على موقع ميتاكريتيك (الإنجليزية)
- جيك جيلنهال على موقع روتن توميتوز (الإنجليزية)
- جيك جيلنهال على موقع مونزينجر (الألمانية)
- جيك جيلنهال على موقع ألو سيني (الفرنسية)
- جيك جيلنهال على موقع ميوزك برينز (الإنجليزية)
- جيك جيلنهال على موقع تيرنر كلاسيك موفيز (الإنجليزية)
- جيك جيلنهال على موقع أول موفي (الإنجليزية)
- جيك جيلنهال على موقع بوكس أوفيس موجو (الإنجليزية)
- جيك جيلنهال على موقع قاعدة بيانات برودواي على الإنترنت (الإنجليزية)